# Peter Turchin

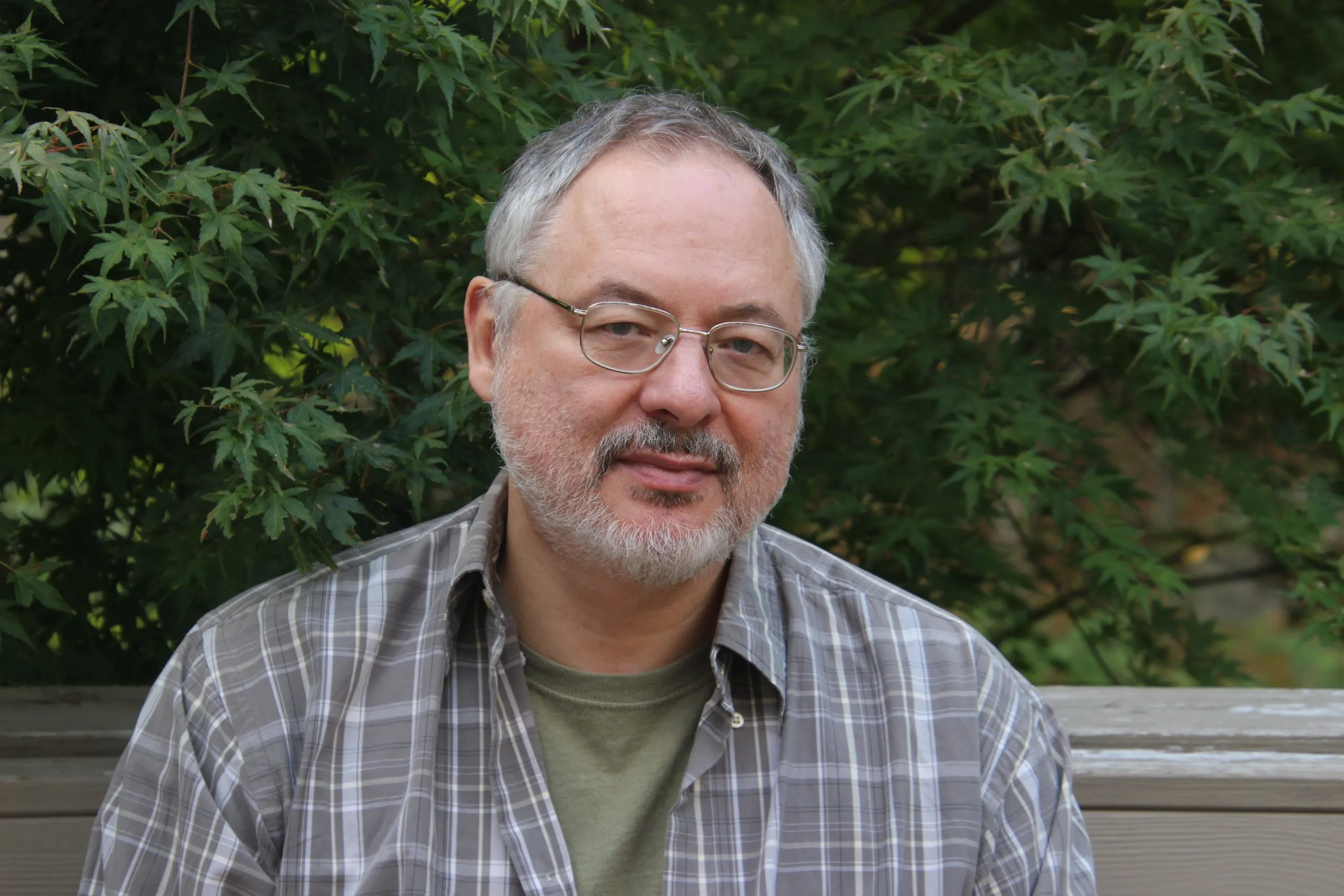
Peter Turchin in 2020

Peter Valentinovich Turchin (Russisch Пётр Валенти́нович Турчи́н; ‚Pjotr Walentinowitsch Turtschin‘) ( Obninsk, 22 mei 1957) is een Russisch-Amerikaanse bioloog en complexiteit wetenschapper. Hij heeft een nieuw onderzoeksgebied ontwikkeld, de Cliodynamica,  dat mathematische methoden gebruikt om historische processen te analyseren en daarin patronen voor de toekomst te ontdekken. In 2010 voorspelde Turchin, dat de Europese Unie of de Verenigde Staten uiteen zouden kunnen vallen.

## Jeugd en vorming
Als kind ontwikkelde Peter Turchin een grote belangstelling voor de wiskunde. Het ouderlijk huis in Obninks was een toevluchtsoord voor wetenschappers, die het, net als zijn vader Valentin, oneens waren met het Sovjetbeleid.

Deze zogeheten dissidenten  streefden naar hervormingen om van de Sovjet-Unie een democratischer en marktgeoriënteerde samenleving te maken. In de jaren zeventig was de jacht geopend op iedereen, die de Brezjnevdoctrine niet steunde. Noodgedwongen vertrok het gezin Turchin in 1977 naar de Verenigde Staten. 
In een terugblik noteert Peter Turchin, dat ook Brezjnev in 1985 het veld moest ruimen en een nieuwe generatie leiders aantrad, die het  Sovjet-Unie rijk in een snel tempo deed instorten en uit elkaar vallen.

In 1980 behaalde Turchin een bachelor in biologie aan de Universiteit van New York en vijf jaar later een Ph.D. in Zoölogie van de Duke University.  Tot 2022 was hij als hoogleraar biologie en antropologie verbonden aan de Universiteit van Connecticut. Daarnaast werkt hij als buitengewoon hoogleraar bij het  Complexity Science Hub van de Universiteit van Wenen. Ook is hij verbonden aan het Centre for the Study of Social Cohesion van de Universiteit van Oxford.

## De cyclus van de geschiedenis
De geschiedenis van de mensheid verloopt niet in een rechte lijn, maar in golfbewegingen. Tijden van voorspoed worden gevolgd door onrust en verval, waarna weer een periode van herstel volgt. Het idee van deze cycli  is niet nieuw . De Noord-Afrikaanse historicus Ibn Khaldun maakte er in de 13e eeuw al melding van en Chinese geschiedkundigen al eeuwen daarvoor. Zo'n historisch kantelpunt was het einde van  het lijfeigenschap in Rusland, op 3 maart 1861.  Deze hervorming was noodzakelijk om te voorkomen dat het land ten onder zou gaan.

Groot-Brittanië ontsnapte aan een revolutie door de Chartisten  door iedereen stemrecht te geven. De New Deal in de Verenigde Staten was bedoeld om het land uit een diepe depressie te trekken.  In al deze gevallen lag de politieke focus op het evenwichtig verdelen van macht en rijkdom, veelal om grote onlusten te voorkomen.
Turchin’s boek End Times: Elites, Counter-Elites, and the Path of Political Disintegration rolde in 2023 van de persen. In Nederlandse vertaling verscheen het als Eindtijd: De nieuwe klassenstrijd en het pad van politieke instabiliteit. Turchin constateert hierin, dat de economische elite, die slechts één procent van de bevolking uitmaakt,  buitengewoon veel macht heeft. Elites zijn geen slechte of goede mensen, dom of intelligent. Maar, net als de Mandarijnen in keizerlijk China, bezitten zij de vaardigheid om andermans gedrag te sturen. De schrijver onderscheidt vier soorten van macht: de militaire macht dwingt mensen om iets te doen, economische macht houdt in, dat men betaalt voor arbeid, politici hebben macht, omdat zij gekozen zijn. De zachtste vorm is de ideologische macht om anderen te overtuigen van bepaalde denkbeelden.

In een ideale samenleving heerst er rust, totdat de rijke bovenlaag steeds meer geld verlangt van de gewone mensen. De elite komt in de verleiding om de economie  uitsluitend in haar voordeel te sturen. Zij krijgen steeds meer geld en de gewone man voortdurend minder. Turchin noemt dit het gebruik van de geldpomp. De welvaart vloeit steeds sneller van de onderlaag naar de top. Daarmee neemt de bovenlaag  ook verder in omvang toe en valt er niet meer genoeg voor iedereen te verdienen. Zoals in de begintijd van de industrialisatie in de Verenigde Staten, aan het begin van de 19e eeuw. Tegenwoordig zijn het vooral miljonairs en biljonairs, die buiten de boot dreigen te vallen. Dan kan het zijn dat sommige rijken zich tegen de elite keren en de verarmde bevolking mobiliseren. Nieuwe miljonairs beginnen te azen op meer politieke macht.

## Cliodynamica
Turchin is ervan overtuigd dat historische geschriften vertaald kunnen worden naar mathematische modellen . Op grond hiervan is het mogelijk voorspellingen over de toekomst te doen. Hij noemt het Cliodynamica, naar de muze van de geschiedschrijving, Clio. Gesteund door een aantal andere wetenschappers heeft hij jarenlang besteed aan het opzetten van de Seshat Global History Databank en onderzocht wat de geschiedenis leert over de sociale en politieke opbouw van samenlevingen. Hij keek naar historische prijzen van levensonderhoud, gezondheid, demografie, wettelijke organisaties en andere factoren die maatgevend zijn voor de sociale dynamiek. 
Critici noemen Turchins kijk op de geschiedenis nogal gekuntseld, omdat hij te weinig aandacht geeft aan het irrationeel handelen van individuen en zich te veel richt op groepsgedrag.

De wetenschapper onderscheidt  vier indicatoren van sociale onzekerheid. Toenemende armoede, teveel mensen die tot de toplaag willen behoren, slechte belastingpolitiek en geopolitieke druk.  Dan kan de kloof tussen de elites en de gewone bevolking zich verdiepen.
Zowel in de Verenigde Staten als in Europa zal de komende tien jaar een periode zijn van toenemende instabiliteit. In 2009  voorspelde Turchin een achteruitgang in inkomens en een groeiende kloof tussen rijk en arm. Ook voorzag hij een veel te groot aantal afgestudeerden zonder baan en een explosie van overheidsschulden. Een soortgelijke ontwikkeling deed zich voor in de jaren zeventig en historisch onderzoeken dat deze factoren een goede indicatie zijn dreigende politieke onrust.

Naast wereldwijde spanning neemt ook de sociaal-economische ongelijkheid toe. Het is ook niet ondenkbaar dat de Navo, de Europese Unie of de Verenigde Staten uiteen kunnen vallen, voorspelde Turchin.
In 2024 toont hij zich optimistischer en stelt dat samenlevingen ook voldoende veerkracht kunnen tonen om een crisis te boven te komen. Geschiedenis heeft haar eigen dynamiek en verloopt niet lineair.